# 1842 dans les chemins de fer
Chronologie des chemins de fer
1841 dans les chemins de fer - 1842 - 1843 dans les chemins de fer

## Évènements
- Construction de la ligne de chemin de fer Vienne-Prague-Dresde. Projet de liaison ferroviaire entre Vienne, Venise et Trieste (achevée en 1848).
- Voie ferrée Moscou-Saint-Pétersbourg (1842-1851).

- 8 mai, France : déraillement, suivi de l'incendie, du train Paris-Versailles dans la tranchée de Bellevue près de Meudon (Hauts-de-Seine). L'accident fait 55 morts, parmi lesquels Dumont d'Urville. Cet accident est la première grande catastrophe ferroviaire de l'histoire des chemins de fer et mettra un coup d'arrêt pendant quelques années au développement de celui-ci.
- 11 juin, France : adoption de la « Loi relative à l'établissement des grandes lignes de chemin de fer en France, qui décide l'organisation des chemins de fer en étoile autour de Paris, connue sous le nom d'« étoile de Legrand ».
- 22 septembre : essais de la première locomotive électrique, la Galvani de Robert Davidson sur la ligne Édimbourg-Glasgow[1].
- 12 décembre, (Italie) : ouverture de la tranchée Padoue- Marghera (Venise) (part de la ligne Venise - Milan)

## Naissances
- x

## Décès
- x